# Prokrústés

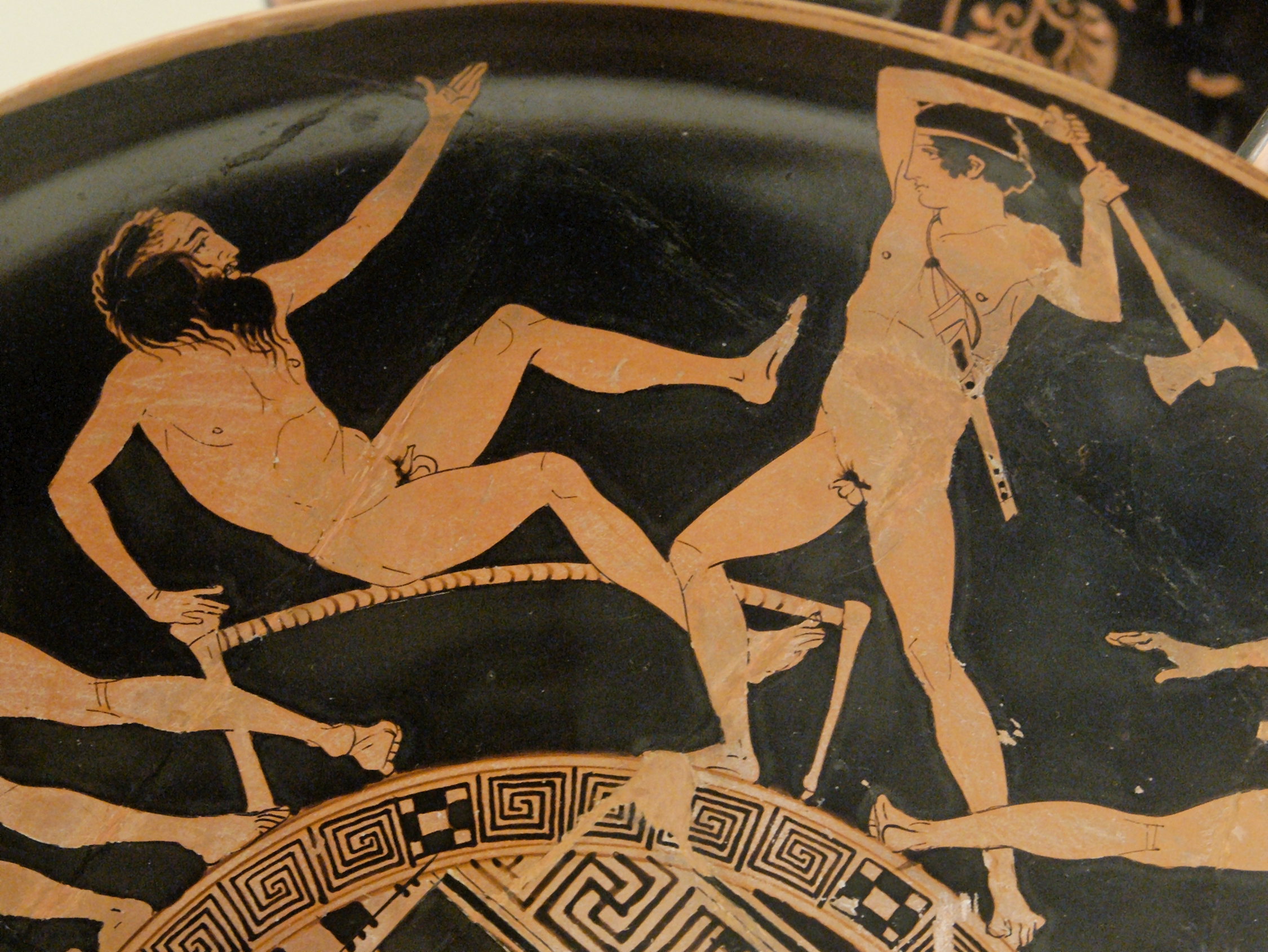
Prokrústés a Théseus

Prokrústés (latinsky Procrustes), vlastním jménem Damastés je v řecké mytologii proslulý lupič z Attiky, žil v údolí řeky Kéfísu.
Tento zločinec měl velice zvláštní způsoby, které uplatňoval na mírumilovných pocestných. Číhal na ně, každého zastavil a zdvořile ho pozval do svého obydlí k odpočinku. Posléze ho přemluvil nebo přinutil ulehnout na jeho lože. Jestliže mu nohy přečnívaly, usekl je. Jestliže nedosahovaly až k okraji, natahoval je nemilosrdně bez ohledu na klouby nebo kosti. Odtud
také jeho přezdívka, Prokrústés znamená „napínač“.
Jeho nelidské způsoby rázně přetrhl mladý Théseus. Ve svých šestnácti letech putoval od svého děda, troizenského krále Pitthea ke svému nevlastnímu otci Aigeovi, králi athénskému. Zdá se, že si krátil cestu tím, že se nevyhýbal nebezpečným místům a situacím, aby získal zkušenosti, věhlas a slávu.
Když ho na číhané zastavil Prokrústés a pozval ho do své chýše, Théseus odhadl situaci, přinutil lotra ulehnout do jeho postele a přečnívající hlavu mu rázně uťal.
A to bylo poslední Théseovo zastavení a vyřízení účtů se zločinci, kteří terorizovali rozsáhlý kraj. Řadu lotrů tvořila jména Perifétés, Sínis, Skeirón, Kerkyón a Prokrústés.